# جمال الدين بن الصابوني
جمال الدين أبو حامد محمد ابن الشيخ علم الدين علي بن محمود بن أحمد بن الصابوني المحمودي، هو إمام محدث حافظ.

## السيرة
قال عنه الذهبي في تذكرة الحفاظ: «شيخ الدار النورية، ولد سنة أربع وست مائة. سمع من: القاضي أبي القاسم بن الحرستاني، أبي البركات بن الملاعب، أبي عبد الله بن البناء الصوفي، أبي المحاسن بن السيد. ثم طلب الحديث، وبالغ، وكتب، وجمع، وخرّج، فأخذ عن ابن اللبان، وابن صصري، والموفق عبد اللطيف، وابن باقا، وعلي بن رحال، وعلي بن الجمل وطبقتهم وخرّج لغير واحد، وكان صحيح النقل، مليح الخط، له مجلد مفيد في المؤتلف والمختلف ذيّل به علي ابن نقطة، وليس هو بالبارع في هذا الشأن، ثم إنه قبل موته بسنة أو سنتين تغير، ثم اختلط علي ما بلغني، قال شيخنا ابن أبي الفتح: اختلط قبل يموت بسنة وكان من كبار العدول. روى عنه: الدمياطي، المزي والبرزالي وقاضي القضاة ابن صصري، أبو الحسن بن العطار، أبو إسحاق الذهبي، وطائفة وسواهم، وأجاز لي مروياته في سنة ثلاث وسبعين».

## الوفاة
مات في ذي القعدة سنة 680هـ ودفن بسفح قاسيون 